# Фоули, Ким
Ким Фоули (англ. Kim Fowley; 21 июля 1939, Нью-Джерси; по другим данным — 27 июля 1942, Манила или Лос-Анджелес — 15 января 2015) — американский певец, автор песен, менеджер, радиоведущий, поэт и продюсер, один из самых «красочных персонажей в истории рок-н-ролла».

## Биография
Фоули, внук композитора Рудольфа Фримля и сын актёра Дугласа Фоули, начал записываться в конце 1950-х годов с Сэнди Нельсоном, был участником групп The Paradons и The Innocents, а первую известность получил как продюсер («Cherry Pie», Skip & Flip, 1959). Вместе со Скипом (он же — Клайд Бэттин) Фоули создал дуэт The Hollywood Argyles, прославившийся единственным хитом, «Alley Oop», возглавившим Billboard Hot 100; затем — в качестве продюсера записал хиты Paul Revere & the Raiders («Long Hair»), The Rivingtons («Papa-Oom-Mow-Mow») и B. Bumble & the Stingers («Nut Rocker»).
В середине 1960-х годов Фоули стал заметной фигурой на лос-анджелесской андеграундной сцене; сотрудничал, в частности, с Фрэнком Заппой (и принял участие в записи альбома Freak Out!). В числе известных музыкантов, исполнявших композиции Фоули были The Byrds, The Beach Boys, Soft Machine, Кэт Стивенс, Them. В качестве продюсера он работал с Джином Винсентом, Уорреном Зивоном и Хелен Редди.
В 1967 году Фоули выпустил сольный дебют Love Is Alive and Well, за которыми последовали Born to Be Wild (1968), The Day the Earth Stood Stil (1971), International Heroes (1973); альбомы не имели коммерческого успеха, но закрепили за автором репутацию одного из самых эксцентричных исполнителей американской рок-сцены. В 1975 году Фоули создал рок-группу The Runaways, ставшей отправной точкой для старта Джоан Джетт и Литы Форд. В последующие годы  Ким Фоули продолжал записываться и создавать необычные проекты, но не имел массового успеха.
15 января 2015 года Фоули скончался от рака мочевого пузыря в возрасте 75 лет.

## Дискография

### Сольные альбомы
- 1967 — Love Is Alive and Well
- 1968 — Born to Be Wild
- 1968 — Outrageous
- 1969 — Good Clean Fun
- 1970 — The Day the Earth Stood Still
- 1972 — I’m Bad
- 1973 — International Heroes
- 1974 — Automatic
- 1974 — Visions of the Future
- 1975 — Animal God of the Streets
- 1978 — Living in the Streets
- 1978 — Sunset Boulevard
- 1979 — Snake Document
- 1979 — Vampires from Outer Space
- 1980 — Hollywood Confidential
- 1984 — Frankenstein & Monster Band
- 1994 — Hotel Insomnia
- 1994 — White Negros In
- 1995 — Bad News from the Underworld
- 1995 — Let the Madness In
- 1996 — Worm Culture
- 1996 — Mondo Hollywood: Kim Fowley’s Phantom Jukebox, Vol. 1
- 1997 — Hidden Agenda at the 13th Note
- 1997 — Michigan Babylon
- 1998 — The Trip of a Lifetime
- 1999 — Sex Cars & God
- 2004 — Adventures in Dreamland
- 2004 — Strange Plantations
- 2004 — Fantasy World
- 2013 — Wildfire — The Complete Imperial Recordings 1968-69

#### Продюсерские работы (избранное)
- 1959 — Skip & Flip: «Cherry Pie»
- 1960 — The Hollywood Argyles: «Alley Oop»
- 1961 — B. Bumble and the Stingers: «Bumble Boogie»
- 1962 — B. Bumble and the Stingers: «Nut Rocker»
- 1962 — The Rivingtons: «Papa Oom Mow Mow»
- 1963 — The Murmaids: «Popsicles and Icicles»
- 1966 — Napoleon XIV: «They're Coming to Take Me Away Ha-Haaa!»
- 1969 — Gene Vincent: I’m Back and I’m Proud!
- 1970 — Wigwam: Tombstone Valentine
- 1972 — The Modern Lovers: The Original Modern Lovers
- 1976 — The Runaways: The Runaways
- 1977 — The Runaways: Queens of Noise
- 1977 — The Runaways: Waitin' for the Night
- 1977 — Helen Reddy: Ear Candy
- 1977 — Vicky Leandros: Vicky Leandros
- 1978 — Dyan Diamond: In The Dark
- 1981 — Hollywood Confidential: Compilation (LP) and I-Tunes
- 2003 — Various artists: Impossible But True — The Kim Fowley Story